# CBU–87 CEM
A CBU–87 CEM (Combined Effect Munition, Kombinált Hatású Lőszer) kazettás bomba, melyet az Amerikai Egyesült Államokban terveztek és gyártanak. A bomba teste a SUU–65/B tarály, ebben helyezkedik el a 202 darab BLU–97/B repesz-gyújtó résztöltet. A bomba zuhanás közben felpörög, és a megfelelő magasságon kiszórja a résztölteteket. A résztöltetek által lefedett terület mérete szabályozható, 200*400 és 25*25 méter között.